# دولة حيادية

دول حيادية: الحياد معترف به من قبل الدستور والمجتمع الدولي
دول حيادية: الحياد غير معترف به من قبل المجتمع الدولي
دول حيادية سابقة

الدولة الحيادية هي الصفة القانونية لبلد ما يمتنع عن المشاركة في أي حرب أو نزاع بين البلدان الأخرى، ويلتزم مسافة واحدة من جميع الأطراف المتحاربة مع ضرورة اعتراف الدول الأخرى بنزاهة وحيادية ذلك البلد. ومن الناحية التاريخية فأن حقوق البلدان الحيادية تضمنت عدم استخدام أو احتلال أراضيها من جانب أي طرف متحارب، وعلى استمرار العلاقات الدبلوماسية مع الدول الأخرى المحايدة منها والمتناحرة، وأيضاً على حرية مواطني البلد المحايد في متابعة أعمالهم وعلى احترام عزمهم في البقاء كدولة حيادية.
خلال الحرب العالمية الأولى وأيضاً الثانية لم تحترم بشكل عام المعايير الأساسية للحياد الدولي، فبعض الدول الحيادية تراجعت عن حيادها وبعضها الآخر تم اجتياح واحتلال أراضيها أو استخدامها لمهاجمة دول أخرى. ومع نهاية القرن العشرين تقلصت حرية الدول الحيادية بشكل حاد.

## حقوق ومسؤوليات الدولة الحيادية
لا يجوز للأطراف المتحاربة غزو الأراضي الحيادية، ولا تؤثر مقاومة الدولة الحيادية لأي محاولة من هذا القبيل على حيادها.
يجب على الدولة الحيادية اعتقال القوات المتحاربة التي تصل إلى أراضيها، ولكن ليس أسرى الحرب الهاربين. لا يجوز للجيوش المتحاربة تجنيد مواطنين حياديين، ولكن يمكنهم البحث خارج بلادهم لحشد المزيد في صفوفهم. لا يجوز نقل أفراد وعتاد الجيوش المتحاربة عبر الأراضي الحيادية، ولكن يمكن نقل الجرحى. يمكن للدولة الحيادية تزويد الأطراف المتحاربة بوسائل الاتصال، ولكن ليس المعدات الحربية، وذلك على الرغم من عدم حاجتها إلى منع تصدير هذه المعدات.
يمكن للسفن الحربية المتحاربة استخدام الموانئ الحيادية لمدة أقصاها 24 ساعة، ويمكن للحياديين فرض قيود مختلفة. تتمثل الاستثناءات بإجراء الإصلاحات، الحد الأدنى الضروري من الإصلاحات لإعادة السفينة إلى البحر فقط، أما إذا كانت سفينة متحاربة معارضة موجودة بالفعل في الميناء، فتمتلك السفينة في هذه الحالة 24 ساعة للانطلاق. يجب على الطرف المتحارب تسليم السفينة التي استولى عليها كغنيمة في مياه الدولة الحيادية الإقليمية إلى تلك الدولة التي يجب أن تعتقل طاقمها.

## الاعتراف والتدوين
اعتُرِف بالحيادية بطرق مختلفة، وتضمنت في بعض الأحيان ضمانًا رسميًا. تتمتع النمسا مثلًا بحيادها الذي تكفله دول الاحتلال الأربع السابقة، وهي سويسرا، من قبل الموقعين على مؤتمر فيينا، وفنلندا من قبل الاتحاد السوفيتي خلال الحرب الباردة. يختلف شكل الاعتراف، فكان غالبًا عبر معاهدة ثنائية (في فنلندا) أو معاهدة متعددة الأطراف (في النمسا) أو إعلان للأمم المتحدة (في تركمانستان). يمكن فرض هذه المعاهدات بطريقة ما على بلد ما (مثل تأكيد الاتحاد السوفيتي لحياد النمسا)، وتُعرف في حالات أخرى على أنها سياسة دولة نشطة معنية للاستجابة للوضع الجيوسياسي (مثل أيرلندا في الحرب العالمية الثانية).
عادة ما تُدوَّن السياسة خارج المعاهدة نفسها بالنسبة للبلد المعني. تدوِّن النمسا واليابان حيادهما في دستوريهما، ولكنهما تفعلان ذلك بمستويات ذات تفاصيل مختلفة. تُترك بعض تفاصيل الحياد لتفسرها الحكومة بينما تُذكر بعض التفاصيل الأخرى بصورة واضحة. ليس من الضروري مثلًا أن تستضيف النمسا أي قواعد أجنبية، ولا يمكن لليابان المشاركة في الحروب الخارجية، ولكن السويد، التي تفتقر إلى التدوين الرسمي، كانت أكثر مرونة خلال الحرب العالمية الثانية في السماح للقوات بالمرور عبر أراضيها.

## الحياد المسلح
الحياد المسلح هو موقف دولة أو مجموعة دول لا تملك تحالف مع أي من طرفي الحرب، ولكنها تؤكد أنها ستدافع عن نفسها ضد الغارات الناتجة عن أي طرف. يشمل ذلك:
التأهب العسكري دون التزام، ولاسيما مع السياسة المعلنة لدولة حيادية في زمن الحرب، والاستعداد لمواجهة غزو أي دولة متحاربة للحقوق بالقوة.
الحياد المسلح هو مصطلح يستخدم في السياسة الدولية للتعبير عن موقف دولة أو مجموعة دول لا تتحالف مع أي من الطرفين في الحرب. يشترط للدولة الحيادية أثناء الحرب أن تكون مستعدة لمقاومة أي عدوان ناتج عن الأطراف المتحاربة.
الحياد المسلح يجعل الدولة التي تبدو محايدة تحمل السلاح من أجل حماية والحفاظ على حيادها.
يأتي المصطلح من الحياد البحري التاريخي للرابطة الأولى للحياد المسلح لبلدان الشمال وروسيا تحت قيادة كاترين الثانية؛ والتي أُسِّست في أواخر القرن الثامن عشر ولكن لم تُستخدم منذ ذلك الحين إلا للإشارة إلى حياد الدول. تشتهر السويد وسويسرا بشكل مستقل عن بعضهما البعض بحيادهما المسلح، والذي حافظا عليه طوال الحرب العالمية الأولى والحرب العالمية الثانية. يتمتع كل من السويسريين والسويديين بتاريخ طويل من الحياد، فلم يدخلا في حالة حرب دولية منذ عامي 1815 و1814 على التوالي. تتبع الدولتان سياسات خارجية نشطة، وتشاركان في كثير من الأحيان في عمليات بناء السلام في جميع أنحاء العالم. يقول إدوين رايشاوير: «لكي تكون محايدًا، يجب أن تكون مستعدًا لأن تكون مسلحًا بدرجة عالية، مثل سويسرا أو السويد».
يمكن أن تتخلى الدول الحيادية الأخرى في المقابل عن القوة العسكرية (مثل كوستاريكا وليختنشتاين) أو تقللها، بل وتستخدمها لغرض صريح، وهو الدفاع عن الوطن والحفاظ على حيادها، ولا يؤدي عدم وجود جيش إلى الحياد إذ استبدلت دول مثل أيسلندا الجيش الدائم بضمان عسكري من دولة أقوى.

### رابطات الحياد المسلح
كانت الرابطة الأولى للحياد المسلح عبارة عن تحالف من القوى البحرية الصغيرة نظمته كاترين الثانية الروسية في عام 1780 لحماية الشحن المحايد في حرب الاستقلال الأمريكية. اعتبر الأمريكيون إنشاء الرابطة الأولى للحياد المسلح علامة على الصداقة والتعاطف الروسيين. كان لهذه الرابطة تأثير دائم على العلاقات الروسية الأمريكية والعلاقات بين هاتين الدولتين وبريطانيا، وكان ذلك أيضًا أساس القانون البحري الدولي، الذي لا يزال ساري المفعول. يُعد هذا المثال التاريخي الأول للحياد المسلح في مجال العلوم السياسية، ويجادل علماء مثل الدكتور كارل كولسرود بتقديم مفهوم الحياد المسلح قبل ذلك. توحدت الدول الحيادية خلال 90 عامًا قبل إنشاء الرابطة الأولى للحياد المسلح ثلاث مرات على الأقل. انضمت لوبيك وهولندا في أوائل عام 1613 إلى الدول البقية لمواصلة استكشافهما البحري دون الالتزام بالمشاركة في صراعات الحرب على البحر.
كانت الرابطة الثانية للحياد المسلح محاولة لإحياء ذلك خلال الحروب الثورية الفرنسية. كانت الرابطة بمثابة تحالف مع الدنمارك والنرويج وبروسيا والسويد وروسيا، وظهرت خلال عامي 1800 و1801. تجسد هدف هذه الرابطة بحماية الشحن الحيادي من البحرية الملكية البريطانية. اتخذت بريطانيا هذا التحالف على أنه تحالف مع فرنسا، وهاجمت الدنمارك مما أدى إلى معركة كوبنهاغن (1801)، واستيلاء البريطانيين على كوبنهاغن. اضطر التحالف إلى الانسحاب من الرابطة.
نوقِش تأسيس رابطة ثالثة محتملة للحياد المسلح خلال الحرب الأهلية الأمريكية، ولكن ذلك لم يتحقق أبدًا.

## حفظ السلام
لا يعني الحياد غياب أي تدخل خارجي بالنسبة للعديد من الدول مثل إيرلندا والسويد. يًنظَر إلى بعثات حفظ السلام التابعة للأمم المتحدة على أنها متداخلة معها. رفض الناخبون السويسريون اقتراح عام 1994 للانضمام إلى عمليات حفظ السلام التابعة للأمم المتحدة. نُشِر 23 مراقبًا وشرطيًا سويسريًا حول العالم على الرغم من ذلك في مشاريع للأمم المتحدة.

## الحياد حول العالم

### دول حيادية
- أيرلندا: دولة محايدة منذ استقلالها عام 1922.
- تركمانستان: أعلنت الحياد الدائم، واعترف به رسميا من قبل الأمم المتحدة.
- السويد: لم تخض السويد أي حرب منذ إنهاء تورطها في الحروب النابليونية عام 1814، مما يجعل منها أقدم دولة محايدة في العالم.
- سويسرا: من أشهر الدول الحيادية، وقد فرضت هذا الموقف على ذاتها فرضاً ذاتياً فلا تستخدم قواتها المسلحة إلا للدفاع عن أمن البلاد. سويسرا هي ثاني أقدم بلد محايد في العالم حيث لم تشترك في أي نزاع عسكري خارجي منذ إعلان حيادها في مؤتمر فيينا عام 1815.
- فنلندا: تتضمن عقيدتها العسكرية على دفاعها المستقل عن النفس وعلى عدم الاعتماد على أي مساعدة ودعم خارجي، وأيضاً عدم التدخل في الصراعات الدولية. وكانت أول من دعا إلى الحفاظ على الشمال كمنطقة خالية من الأسلحة النووية.
- كوستاريكا: بلد محايد منذ عام 1949 وذلك بعد إلغاء الجيش والقوات المسلحة (باستثناء قوات حفظ الأمن الداخلي).
- ليختنشتاين
- النمسا: أقر البرلمان النمساوي قانون الحياد بتاريخ 26 أكتوبر/تشرين الأول عام 1955.

### دول تدعي الحياد بدون اعتراف دولي
- كمبوديا: إدعت الحياد أعوام 1955 – 1970 و1993 وحتى يومنا هذا.
- مولدوفا: المادة 11 من دستور عام 1994 تنص على «الحياد الدائم».

### دول حيادية سابقاً
- بلجيكا: أعلنت حيادها إثر معاهدة لندن عام 1839، ولكن ألغيت عنها هذه الصفة بموجب معاهدة فرساي بعد الحرب العالمية الأولى ومرة أخرى بعد الحرب العالمية الثانية، وأكد إلغاءها بانضمام بلجيكا لحلف الناتو عام 1949.
- لاوس: وقع على القرار الدولي حول حياد لاوس في جنيف بتاريخ 23 يوليو/تموز عام 1962 من قبل 14 بلد من ضمنهم الدول الخمس دائمة العضوية في مجلس الأمن.
- لوكسمبورغ: بلد محايد منذ عام 1839، وتم إلغاء الحياد مع إقرار دستور عام 1948 وأكد على ذلك من خلال انضمام اللوكسمبورغ لحلف الناتو عام 1949.
- هولندا: فرضت الحياد على نفسها بين عامي 1839 و1940 وذلك بما يختص النزاعات في القارة الأوروبية.

## وصلات داخلية
- حركة عدم الانحياز
- حياد سويسرا
- حياد مسلح
- حياد ليبرالي